# René Bourque
René Gary Wayne Bourque (* 10. Dezember 1981 in Lac La Biche, Alberta) ist ein kanadischer Eishockeyspieler, der seit August 2017 bei Djurgårdens IF in der Svenska Hockeyligan unter Vertrag steht und für diesen auf der Position des linken Flügelstürmers spielt.

## Karriere

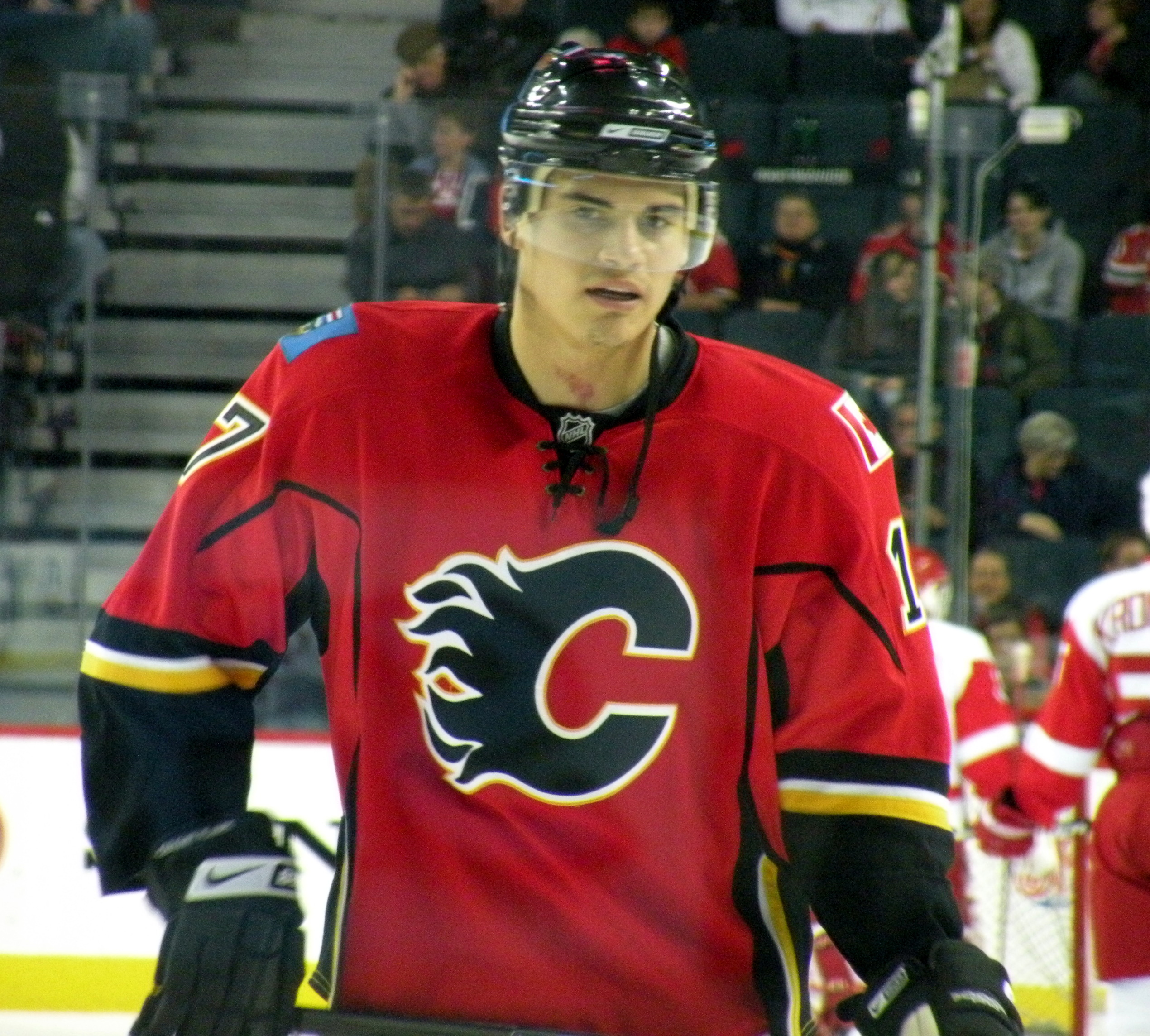
Bourque im Trikot der Calgary Flames

René Bourque begann seine Karriere als Eishockeyspieler im Jahr 2000 im Eishockeyteam der University of Wisconsin–Madison, den Wisconsin Badgers in der Western Collegiate Hockey Association. Nach vier Jahren verließ Bourque die Universitätsmannschaft und unterschrieb am 29. Juli 2004 einen Vertrag beim NHL-Klub Chicago Blackhawks, ohne vorher je gedraftet worden zu sein. Für die Saison 2004/05, während des Lockout in der NHL, erhielt Bourque einen Vertrag bei den Norfolk Admirals aus der American Hockey League, dem damaligen Farmteam Chicagos. Für die Admirals spielte er in seiner ersten Profisaison in 78 Spielen und erreichte mit seinem Team die Playoffs. Mit 33 Saisontoren sorgte Bourque für einen Franchise-Rekord. Zudem konnte er 27 Assists beisteuern.
In den folgenden drei Spielzeiten war Bourque Stammspieler in der National Hockey League für Chicago. Einzig in der Saison 2006/07 spielte er noch einmal in der AHL für die Admirals. Am 1. Juli 2008 wurde Bourque im Tausch gegen ein zukünftiges Wahlrecht bei einem NHL Entry Draft an die Calgary Flames abgegeben.
Am 12. Januar 2012 transferierten ihn die Flames gemeinsam mit Patrick Holland und einem Zweitrunden-Wahlrecht im NHL Entry Draft 2013 im Austausch für Michael Cammalleri, die Rechte an Torwart Karri Rämö und einem Fünftrunden-Wahlrecht im NHL Entry Draft 2012 zu den Montréal Canadiens. Im November 2014 wurde er erstmals seit acht Jahren wieder zu einem Farmteam in die AHL, den Hamilton Bulldogs, geschickt, bevor er am 20. November gegen Bryan Allen von den Anaheim Ducks getauscht wurde.
Bei den Ducks blieb Bourque nur wenige Monate, bis er im März 2015 samt William Karlsson und einem Zweitrunden-Wahlrecht im NHL Entry Draft 2015 an die Columbus Blue Jackets abgegeben wurde. Die Ducks erhielten im Gegenzug James Wisniewski und ein Drittrunden-Wahlrecht im gleichen Draft. Bei den Blue Jackets beendete Bourque die Saison, erhielt jedoch keinen weiterführenden Vertrag. In der Folge schloss er sich probeweise der Colorado Avalanche an, die ihn dann im Oktober 2016 mit einem Einjahresvertrag ausstatteten. Nach Auslauf des Vertrags wechselte der Kanadier im August 2017 zu Djurgårdens IF in die Svenska Hockeyligan.

### International
Auf internationalem Niveau debütierte Bourque bei der Weltmeisterschaft 2010 in Deutschland und kam dabei auf sieben Einsätze für die kanadische Auswahl, die am Turnierende den siebten Rang belegte. Acht Jahre später gehörte er dem olympischen Aufgebot Kanadas an, das – ohne Spieler aus der NHL – bei den Winterspielen 2018 die Bronzemedaille gewann. 

## Erfolge und Auszeichnungen
- 2000 AJHL All-Rookie Team
- 2005 AHL All-Star Classic
- 2005 AHL All-Rookie Team
- 2005 Dudley „Red“ Garrett Memorial Award

### International
- 2018 Bronzemedaille bei den Olympischen Winterspielen

## Karrierestatistik
Stand: Ende der Saison 2016/17

### International
Vertrat Kanada bei:
- Weltmeisterschaft 2010
- Olympischen Winterspielen 2018

(Legende zur Spielerstatistik: Sp oder GP = absolvierte Spiele; T oder G = erzielte Tore; V oder A = erzielte Assists; Pkt oder Pts = erzielte Scorerpunkte; SM oder PIM = erhaltene Strafminuten; +/− = Plus/Minus-Bilanz; PP = erzielte Überzahltore; SH = erzielte Unterzahltore; GW = erzielte Siegtore; 1 Play-downs/Relegation; Kursiv: Statistik nicht vollständig)